# دوغلاس بيل غوردون
دوغلاس بيل غوردون هو سياسي أسترالي، ولد في 20 أكتوبر 1892، وتوفي في 9 أكتوبر 1948. نشط حزبياً في تحالف الليبرالية والريفي. وقد انتخب عضو المجلس التشريعي لجنوب أستراليا ‏ عن دائرة Midland ‏ وقد انضم خلال فترته النيابية (8 مارس 1947 – 9 أكتوبر 1948) للكتلة البرلمانية تحالف الليبرالية والريفي.